# Heliconia luciae
Heliconia luciae är en enhjärtbladig växtart som beskrevs av Humberto de Souza Barreiros. Heliconia luciae ingår i släktet Heliconia och familjen Heliconiaceae. Inga underarter finns listade.